# Войлове
Войлове (біл. вёска Вайловае) — село в складі Борисовського району Мінської області, Білорусь. Село підпорядковане Мстижській сільській раді, розташоване в північно-східній частині області.